# Саат джамия (Гостивар)
Ебу Бекир паша джамия или Саат джамия (на македонска литературна норма: Саат џамија; на албански: Xhamija e Sahatit; на турски: Saat Camii) е главният мюсюлмански храм в горноположкия град Гостивар, Северна Македония.
Джамията е изградена от Ебу Бекър паша, син на първия бег на Гостивар Кара Мустафа паша Кеманкеш, велик везир от 1638 до 1644 година. Ебу Бекър изгражда джамия в близост до Бег махала. Според въкъфнамето от 1688 година до джамията е изградено и медресе - първото училище в Гостивар. В комплекса имало и библиотека. Джамията на Ебу Бекър е разрушена, за да я изгради повторно чичо му Исмаил ага, който изгражда и Саат кулата до нея, от която джамията получава популярното си име. В 1920 година джамията е реконструирана и отново в 1944 година. 50 години по-късно е изграден нов голям храм с едно минаре с две шерефета.